# Thomas Warton
Thomas Warton (Basingstoke, 9 gennaio 1728 – Oxford, 21 maggio 1790) è stato uno scrittore, poeta, storico e critico della letteratura inglese, appartenente alla scuola cimiteriale. Fu poeta laureato dal 1785 al 1790.

## Biografia e opere
Warton nacque a Basingstoke, nello Hampshire, ed era figlio del poeta Thomas Warton il vecchio, nonché fratello di Joseph Warton, anch'egli poeta e critico della letteratura. Warton dimostrò immediatamente una predilezione per la poesia, traducendo all'età di nove anni alcuni epigramma di Marziale e scrivendo la sua prima opera, The Pleasures of Melancholy (Il piacere della malinconia) a diciassette anni.
La sua educazione di base gli venne impartita in famiglia, dal padre, ed a sedici anni entrò al Winchester College, per trasferirsi quasi immediatamente al Trinity College di Oxford. Lì si laureò, nel 1747, venendo sorteggiato nello stesso anno per l'onorificenza di poeta laureato, circostanza che gli sarebbe capitata successivamente anche nel 1748: la sua mansione in quel ruolo era quella di scrivere un poema dedicato ad una protettrice dell'università, poema che le sarebbe stato letto in una particolare occasione ufficiale. Nel 1749 scrisse The Triumph of Isis (Il trionfo di Iside), un poema che elogiava Oxford e gli studenti che vi si erano laureati: il poema, inizialmente pubblicato in forma anonima, era una ripresa dell'opera di William Mason Isis, an Elegy, pubblicato l'anno precedente e di minor valore letterario. Dopo il successo del Trionfo di Iside, Warton scrisse Newmarket, a Satire, che fu seguito da diverse antologie di versi. Divenne inoltre professore di poesia all'università nel 1757 e rimase in carica per dieci anni. Nel 1785 ottenne inoltre la cattedra in storia. Il primo importante lavoro accademico di Warton fu Observations on the Faerie Queene of Spenser, pubblicato nel 1754, ma il più noto è indubbiamente l'opera in tre volumi The History of English Poetry (1774–1781), che analizzava la poesia dall'XI secolo al XVI secolo. Nonostante le critiche che l'opera ricevette, a causa di alcune inaccuratezze, è tuttora considerato un volume di considerevole interesse storiografico.
Warton fu amico e rivale di Samuel Johnson e la sua poesia fu largamente influenzata da poeti inglesi quali Geoffrey Chaucer, Michael Drayton e Edmund Spenser. Tra i suoi contributi più importanti, Warton e suo fratello furono i primi a teorizzare che Sir Thopas di Chaucer fosse una parodia. Warton contribuì inoltre al progetto di riportare la ballata all'antico lustro e fu un acceso sostenitore della poesia di Thomas Gray. Tra le sue opere minori si contano un'edizione del Teocrito, una raccolta di iscrizioni latine e greche, l'umoristico Oxford Companion to the Guide and Guide to the Companion (1762), il biografico Lives of Sir Thomas Pope and Ralph Bathurst e il saggio An Inquiry into the Authenticity of the Poems attributed to Thomas Rowley (1782). Come poeta, Warton fu sempre maggiormente incline alla satira e all'umorismo, alle odi e ai sonetti; in particolare questi ultimi contribuirono a far ritornare in voga la forma poetica, caduta in disuso. Warton è inoltre ricordato per il suo interesse nel primitivismo, elemento importante del pre-romanticismo.